# Upplösning av äktenskap
Upplösning av äktenskap innebär till skillnad från en skilsmässa (äktenskapsskillnad) att äktenskapet juridiskt kan komma att betraktas såsom en nullitet. Enligt svensk rätt kunde till 1973 upplösning ske genom dom på "återgång av äktenskap". Efter 1973 kan emellertid äktenskap i Sverige endast upplösas genom äktenskapsskillnad eller ena makens död.
Enligt huvudfallet erkänner den kanoniska rätten inom romersk-katolska kyrkan en rätt till upplösning av äktenskap för vissa fall av äktenskap, där detta ingåtts på felaktiga eller tvivelaktiga grunder eller där det ej fullbordats (det vill säga att kontrahenterna ej haft sexuellt umgänge) och efter hänvändelse till den lokala biskopen, som fattar beslut i ärendet.

## Upplösande äktenskapshinder
Upplösande äktenskapshinder var enligt svensk rätt sådant av lagen uppställt hinder mot ingående av äktenskap, vilket inte utsläcktes genom vigselakten, utan kunde göras gällande även efter en sådan felaktigt genomförd vigselakt. Vid en talan inför domstol om upplösande äktenskaphinder skulle då dömas till återgång av äktenskapet. Motsatsen var icke upplösande äktenskapshinder, vilka inte hade något inflytande på äktenskapets lagliga bestånd, för det fall hindren i fråga förs på tal först efter vigseln.
Efter den stora reformen av svensk äktenskapsrätt (Lag om äktenskaps ingående och upplösning) 12 november 1915, var de upplösande äktenskapshindren fyra:
1. Rätt upp- och nedstigande släktskap (fader + dotter, moder + son)
2. Släktskap mellan syskon (även halvsyskon, men inte sammanbragta barn)
3. Rätt upp- och nedstigande svågerlag (svärfar + sonhustru, styvmor+ styvson och så vidare, se svågerlag), samt
4. Bestående äktenskap med annan (se bigami).

Sistnämnda hinder verkade dock inte upplösande, om det först bestående äktenskapet redan upphört, då talan om det senare äktenskapets upphävande väcktes; i sådant fall vann detta senare äktenskap fullt laglig giltighet.
Förutvarande svensk rätt, som alltjämt gällde i Finland efter 1915, tillerkände upplösande verkan jämväl åt släktskap mellan ett syskon och det andras avkomling (farbror + brorsdotter, moster + systerson och så vidare), vidare åt felande äktenskapsålder, epilepsi och gemensamt begånget horsbrott i ena partens föregående äktenskap.

## Återgång av äktenskap
Reglerna för återgång av äktenskap avvek i svensk lag från det strängt följdriktiga ordnandet av de på återgången beroende rättsförhållandena, särskilt av hänsyn till de betydelsefulla personliga intressen, som stod på spel. Trots att det sålunda hade förelupit något väsentligt fel vid äktenskapets tillkomst (ena makens samtycke till äktenskapet hade inte varit av beskaffenhet att vara för honom bindande eller ett upplösande äktenskapshinder förelåg, se ovan), skulle dock enligt tidigare gällande svensk rätt äktenskaplig börd tillkomma makarnas barn samt giftorätt, låt vara i begränsad omfattning, inträda. Möjligheten att påyrka återgång var i vissa fall inskränkt till viss tid; efter dennas utlöpande var i dylikt fall rättshandlingens eller äktenskapets bestånd tryggat ("konvalescens" hade inträtt).